# Unser kurzes Leben
Unser kurzes Leben ist eine deutsche Literaturverfilmung der DEFA von Lothar Warneke aus dem Jahr 1981 nach Motiven des teils autobiografischen Romans Franziska Linkerhand der Schriftstellerin Brigitte Reimann.

## Handlung
Wolfgang verkraftet es nicht, mit einer Diplom-Architektin, einer Intellektuellen, verheiratet zu sein, während er ein einfacher Arbeiter geblieben ist. Der Mann flüchtet in den Suff. Die mit 18 zu früh geschlossene Ehe der Franziska Linkerhand geht zu Bruch. Es gab keine gemeinsame geistige Ebene möglicher Verständigung mehr. Nach ihrer Scheidung entschließt sich die Architektin, die Arbeitsstelle in Dresden zu verlassen, denn nicht länger mehr will sie die behütete und geförderte Lieblingsschülerin eines prominenten Professors sein, sondern auf sich allein gestellt ihre Fähigkeiten in harter Alltagspraxis beweisen. Sie bittet um die Freistellung für ein Jahr und bekommt diese bewilligt. Für den Umzug in den neuen Wirkungskreis benötigt sie keinen großen Möbelwagen, da die Familie ihres Ex-Mannes die Wohnung fast komplett ausräumt.
In der mittleren Kreisstadt angekommen, wird sie dem bestehenden Stadtarchitekturbüro zugewiesen. Der Weg vom Bahnhof führt Franziska über den Friedhof. Welche Symbolik: Sie trifft auf ein Kollektiv, das längst vor den Zwängen der Praxis kapituliert hat. Industrieller Wohnungsbau am Rande der historischen Altstadt und ohne Anbindung an diese, und zwar unter dem Motto: So viel, so schnell, so billig wie möglich. Und hier versucht sie, ihre Ideale eines lebenswerten Wohnens mit der Wirklichkeit in Übereinstimmung zu bringen. Sehr schnell muss sie feststellen, dass der Leiter des Büros, Schafheutlin, von dieser Wirklichkeit nichts mehr sieht, so dass Auseinandersetzungen nicht ausbleiben. Aber Franziska gibt nicht auf. Leben und Wohnen, hat ihr Professor Reger ins Stammbuch geschrieben, sind bezeichnenderweise nur im Deutschen zwei Begriffe. Franziska will die Funktionstrennung zwischen Wohnen, Arbeiten und Freizeit, die gerade in dem Satelliten-Neubauprojekt am Stadtrand in Beton gegossen wird, aufheben und regt einen Wettbewerb zur Rekonstruktion der Altstadt an. Womit sie bei Schafheutlin zunächst auf taube Ohren stößt. Aber sie gewinnt Verbündete, so den erfahrenen Kollegen Kowalski, der sie von Anfang an ermuntert hat, und sogar den so verknöchert wirkenden Architekten Grabbe, der eigene Ideen zur Gestaltung einer Fußgängerzone einbringt. Schließlich ist der Stadtarchitekt bereit, beim Wohnungsbaukombinat vorzusprechen. Der Wettbewerb wird tatsächlich ausgeschrieben.
Die Wirtsstube von Frau Helwig wird für Franziska ein Zufluchtsort, wenn sie dem Arbeiterwohnheim aus irgendwelchen Gründen entfliehen möchte. Hier ist ihr schon vor geraumer Zeit ein stiller Gast aufgefallen, der bei all’ dem Trubel „Die Weltbühne“ liest – und diese auch auf der Straße kaum einmal aus der Hand legt. Der offenbar introvertierte Intellektuelle kommt Franziska vor wie eine Oase in der Wüste – und dennoch ist dieser Trojanovicz nur ein Kipperfahrer. Aber einer mit geheimnisvoller Vergangenheit: Im Gefängnis soll er gesessen haben, verrät der Hausverwalter des Heimes. „Lieber dreißig wilde als siebzig brave, geruhsame Jahre“: Ihre Liebe zu ihm ist aufrichtig – und so kompromisslos wie ihr bisheriges Leben. Franziska will ihn ganz, Trojanovicz aber lebt mit Sigrid zusammen, die er nicht sitzen lassen will, nachdem sie in schwerer Zeit alles für ihn geopfert hat. So verliert sie ihn.
Franziska Linkerhands Entwurf wird von der Jury, in der auch Schafheutlin sitzt, als bester ausgewählt. Allein die Wirklichkeit, die ist nicht so: Das Kombinat bedankt sich herzlich, sieht aber auf absehbare Zeit keine Umsetzungsmöglichkeiten.
Es gibt Keine Altstadt-Rekonstruktion, keine Liebe – da bleibt nur noch die Tabula rasa und der Rückzug unter die sicheren Fittiche des Professors, der ihr erst jüngst bei der feierlichen Einweihung eines Theaters, an dessen Projektierung sie mitwirkte, versichert hat, dass er fest mit ihrem Wiedereintritt in sein Team rechnet. Da erscheint Schafheutlin bei Franziska, die quasi schon auf gepackten Koffern sitzt, zu einem Kadergespräch…

## Produktion
Zunächst waren Rainer Simon oder Frank Beyer als Regisseure für die Verfilmung des 1975 postum erschienenen Romans von Brigitte Reimann im Gespräch. Schließlich machte Lothar Warneke das problemglättende Szenarium von Regine Kühn zu einem streitbaren Film, in dem die Probleme von 1964 unbeschadet in die Gegenwart verlegt wurden. Für die Dramaturgin Regine Kühn ist der Film eine einzige offene Wunde und eine rundherum unangenehme Erfahrung.
Unser kurzes Leben wurde von der Künstlerischen Arbeitsgruppe „Roter Kreis“ auf ORWO-Color gedreht und hatte am 15. Januar 1981 im Berliner Kino International Premiere. Eine Veröffentlichung auf DVD erfolgte am 3. Juli 2015 bei der absolut Medien GmbH.

## Kritik
Renate Holland-Moritz fand im Magazin Eulenspiegel, dass der Film Tragisches und Komisches, alltägliche Probleme und solche von existentieller Bedeutung enthält. Er stellt Fragen und tut nicht so, als ob er schon alle Antworten wüsste. Horst Knietzsch schrieb in der Tageszeitung Neues Deutschland: „Mir gefällt an diesem Film, wie sich in der Franziska Bewußtheit und Emotionalität auf künstlerische Weise bedingen. Auch dass diese Gestalt nicht kritiklos gesehen ist: Rigorosität, Ehrgeiz können für die persönliche wie für die gesellschaftliche Entwicklung eine nützliche Kraft sein, sie können sich aber auch unter bestimmten Voraussetzungen in blanken Karrierismus oder hemmende Eigenbrötelei umschlagen und Einsichten in das Notwendige verhindern.“ Helmut Ullrich kam in der Neuen Zeit vom 16. Januar 1981 zu dem Schluss, dass es eine gute Entscheidung war, Simone Frost mit der schwierigen Rolle der Franziska zu betrauen. Frappierend allein schon die äußerliche Wirkung, dass diese schmale und zarte Person mindestens einen Kopf kleiner als ihre Partner ist. Aber dazu Energie und Ausstrahlungskraft, dazu ein heftiges Temperament und intelligente Klarheit. Sie überzeugt ebenso mit cholerisch- destruktiven Ausbrüchen wie in Augenblicken zärtlicher Hingabe, ebenso in der Zähigkeit, mit der sie sich durchsetzt, wie in Anwandlungen von Resignation. Diese Franziska ist unbequem, und sie passt in die Welt; die kann kämpfen und bleibt doch weiblich weich; bei der fallen Gefühl und Verstand nicht auseinander, weil sie von beidem viel hat.

## Auszeichnungen
- 1981: XII. Internationales Filmfestival Moskau: Spezialpreis des sowjetischen Verbandes bildender Künstler
- 1981: Staatliches Prädikat der DDR: „Wertvoll“
- 1981: Kunstpreis des FDGB (Claus Neumann)
- 1981: Kunstpreis des FDGB (Lothar Warneke)
- 1981: Kunstpreis des FDGB (Christa Müller)
- 1981: Kunstpreis des FDGB (Regine Kühn)
- 1982: 2. Nationales Spielfilmfestival der DDR Karl-Marx-Stadt: Schauspielerpreis für eine Nebenrolle (Helmut Straßburger)
- 1982: 2. Nationales Spielfilmfestival der DDR Karl-Marx-Stadt: Preis für Schnitt (Erika Lehmphul)